# Guy Grimbert
Guy Grimbert (* 5. Oktober 1953 in Putanges-Pont-Écrepin) ist ein ehemaliger französischer Radrennfahrer und nationaler Meister im Radsport.

## Sportliche Laufbahn
Grimbert war seit 1961 im Straßenradsport aktiv. Als Amateur hatte er als Nationalmannschaftsfahrer einen ersten internationalen Erfolg mit einem Etappensieg in der Jugoslawien-Rundfahrt 1964. 1967 siegte er im Etappenrennen Circuit Cycliste Sarthe-Pay de la Loire. 1968 wiederholte er diesen Erfolg, er gewann vor Jacques Botherel. In Eintagesrennen war er bei Paris–La Ferté-Bernard 1966 und Le Havre–Rouen 1967 erfolgreich.
1969 siegte er in der nationalen Meisterschaft der Unabhängigen. 1970 belegte er den 3. Platz in der nationalen Meisterschaft im Mannschaftszeitfahren.